# 3766-os busz
A 3766-os jelzésű autóbuszvonal Miskolc, Sajószentpéter és a kazincbarcikai Kertváros / Herbolya városrész között húzódik, amelyet a MÁV Személyszállítási Zrt. üzemeltet.

## Útvonala
A miskolci autóbusz-állomásról, a Búza térről indul. Útját a 26-os főúton kezdi el, annak négysávos szakaszán, északi irányban, a Szentpéteri kapun keresztül. Többek között erre található a miskolci húszemeletes, a megye központi kórháza, valamint az útból ágazik ki az egykori miskolci repülőtér felé vezető szakasz is, egy bevásárlóközponti csomópontban. A megyeszékhelyet a Miskolc–Bánréve–Ózd-vasútvonal és a Sajóecseg–Hídvégardó-vasútvonal közös vonalszakaszával párhuzamosan hagyja el.
Miskolcról északnyugati irányban távolodik el, valamint öt kisebb elágazás mentén, de ezekben nem áll meg. Ezek sorjában a szirmabesenyői, a már évek óta nem üzemelő Borsodi Ércelőkészítő Műi, a sajókeresztúri, a sajóbábonyi és a piltatanyai elágazások. A 8 kilométer alatt az összes Szirmabesenyő, Sajókeresztúr, Sajóvámos, Sajóbábony és Sajóecseg irányába tartó buszjárattól elválik.
Első településének közelében a 2023 decemberében átadott elkerülőjéhez – 260-as főút – tartozó körforgalmon túl Sajószentpéterre hajt be. A Sajó parti városnak délkeleti részén indul neki, ezalatt három nagyobb elágazáson megy túl, elsőként az edelényin, ahonnan a 27-es főút ágazik ki, majd a parasznyain (melyhez közel a vasútállomásához leágazó bekötőút is), végül az alacskain. A régió egyik legnagyobb gyárának helyet adó BorsodChem nagy helyen terül el. A Miskolc–Bánréve–Ózd-vasútvonallal párhuzamosan, a különböző üzemei mentén gyorsjárati jellege végett csak egy megállóban – PVC gyár bejárati út – biztosított a bejutás az ipari parkba. Ily módon éri el Borsod-Abaúj-Zemplén megye 3. legnagyobb városát, Kazincbarcikát.
Ezután elhagyja a főútat, utána az egykori Borsodi Vegyi Kombinát, mai nevén BorsodChem Zrt. nevet viselő vegyipari létesítmény mentén kialakított Szent Flórián téri buszállomáson is megáll. Onnan egészen a Sajókazinc területén fekvő temetőjéig, valamint a Jószerencsét úton közlekedik, majd a Mátyás király út irányába tart. A Tardona-patak folyásának mentén, illetve a Csónakázó-tóhoz közel halad, míg nem a város első tízemeletes társasházai között bejezi be útját a kazincbarcikai autóbusz-állomáson.
Több indítása a Kertváros irányába fekvő területekre továbbközlekedik. Az újvárosi részében, a Herbolyai-tavakba csatlakozó úton több családiház tövében érkezik el szűkebb helyekre, végpontként a Vájár utcai buszfordulóig. Újkeletű dologként egyik busz ezen az útvonalon, de a herbolyai Tervtáróig jut el.

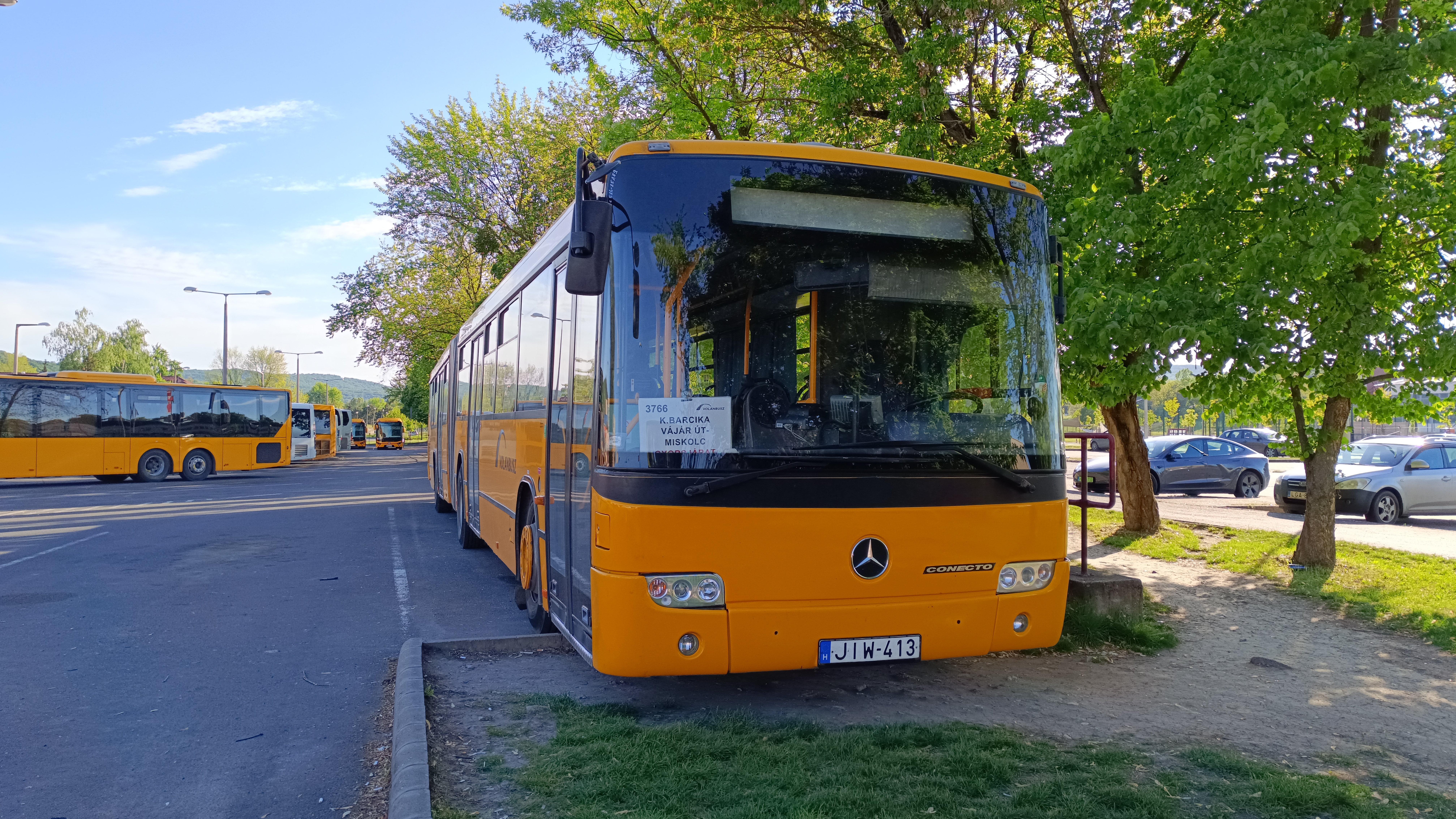
Mercedes-Benz Conecto G pótolja az Econell csuklóst

Reggelente expresszjáratként közlekedik egy munkanapi indítás, mely 2025. április 1-től hasonlóan a többi céljárathoz megáll a Szent Flórián téren is.

## Közlekedése
Indításai minden nap történnek, de legfőképpen hétköznapokon. Gyorsjáratként közlekedik, azaz Miskolcon 3; Sajószentpéteren 2; Berentén 1; Kazincbarcikán az összes megállót érinti útja során.
Megalakulása a 2020 júliusában esedékes új térségi menetrendhez köthető, a 3765-ös buszok egyik elágazó autóbuszvonala. A kezdetektől fogva indításainak száma, valamint sűrűsége megmaradt, több járatot áthelyeztek más időpontokra.

### Törzsjárművei
Miskolc és a kazincbarcikai Kertváros között egyaránt szóló és csuklós autóbuszok is közlekednek. A hét többi napján a városháza és a kórház felé közlekednek, azaz a 3765-ös buszvonalról fordítanak rá buszt.
- a JHF-088 rendszámú Volvo Alfa Regio,
- az NTL-983 rendszámú Mercedes-Benz Intouro,
- az SWR-580 rendszámú Volvo 8900,
- az SWR-584 rendszámú Volvo 8900,
- az SXN-475 rendszámú Volvo 8900,
- az AA JB-304 rendszámú Credo Econell 18 Next,
- az AA JB-310 rendszámú Credo Econell 18 Next,
- az AA JB-315 rendszámú Credo Econell 18 Next,
- az AA JB-319 rendszámú Credo Econell 18 Next,
- az AA JB-324 rendszámú Credo Econell 18 Next,
- az AA JB-325 rendszámú Credo Econell 18 Next autóbuszok.

| Viszonylat                                              | Indításszám     | Közlekedési rend          |
| ------------------------------------------------------- | --------------- | ------------------------- |
| Miskolc, aut. áll. – Kazincbarcika, aut. áll.           | 1 oda, 2 vissza | tanítási napokon          |
| Miskolc, aut. áll. – Kazincbarcika, aut. áll.           | 2 oda           | tanszünetben munkanapokon |
| Miskolc, aut. áll. – Kazincbarcika, aut. áll.           | 1 vissza        | hétvégén                  |
| Miskolc, aut. áll. – Kazincbarcika, Vájár u. aut. ford. | 2 oda, 3 vissza | tanítási napokon          |
| Miskolc, aut. áll. – Kazincbarcika, Vájár u. aut. ford. | 1 oda, 3 vissza | tanszünetben munkanapokon |
| Miskolc, aut. áll. ➝ Kazincbarcika, Herbolya Tervtáró   | 1 oda           | tanítási napokon          |

## Megállóhelyei
| 0  | Miskolc, autóbusz-állomás végállomás                               | 0.0 km  | 1, 1G, 3, 3A, 4, 7, 11, 12G, 20, 20A, 24, 28, 32, 34G, 35, 43, 44, 45, 101B, 900, 914, 935 1050, 1053, 1369, 1370, 1372, 1373, 1374, 1375, 1376, 1377, 1380, 1381, 1383, 1384, 1410, 1411 3700, 3701, 3702, 3703, 3704, 3705, 3706, 3707, 3708, 3709, 3710, 3711, 3712, 3714, 3715, 3716, 3717, 3718, 3719, 3720, 3721, 3722, 3723, 3724, 3726, 3727, 3728, 3729, 3730, 3731, 3733, 3734, 3735, 3736, 3737, 3738, 3739, 3740, 3741, 3742, 3743, 3744, 3745, 3746, 3747, 3748, 3749, 3750, 3751, 3752, 3753, 3754, 3755, 3757, 3760, 3761, 3764, 3765, 3767, 3770, 3772, 3773, 3774, 3775, 3776, 3777, 4019 |
| 1  | Miskolc, megyei kórház                                             | 1.9 km  | 3, 3A, 12, 12G, 14, 14G, 20, 24, 36, 54, 914 1369, 1384, 1410, 1411 3700, 3701, 3702, 3703, 3704, 3705, 3707, 3708, 3709, 3711, 3714, 3754, 3757, 3760, 3761, 3763, 3764, 3765, 3767, 3769, 3770, 3772, 3773, 3774, 3775, 3776, 3777 |
| 2  | Miskolc, repülőtér bejárati út                                     | 2.8 km  | 3, 3A, 8, 12, 12G, 14, 14G, 20, 24, 36, 54, 240, 914 1369, 1384, 1410, 1411 3700, 3701, 3702, 3703, 3704, 3705, 3707, 3708, 3709, 3711, 3714, 3754, 3757, 3760, 3761, 3763, 3764, 3765, 3767, 3769, 3770, 3772, 3773, 3774, 3775, 3776, 3777 |
| 3  | Miskolc, Stromfeld laktanya                                        | 3.9 km  | 1369, 1384, 1410, 1411 3700, 3701, 3702, 3703, 3704, 3705, 3707, 3708, 3709, 3711, 3714, 3754, 3757, 3760, 3761, 3763, 3764, 3765, 3767, 3769, 3770, 3772, 3773, 3774, 3775, 3776, 3777 |
| 4  | Sajószentpéter, edelényi elágazás                                  | 14.0 km | 1369, 1384, 1410, 1411 3754, 3761, 3763, 3764, 3765, 3767, 3769, 3770, 3773, 4098 |
| 5  | Sajószentpéter, parasznyai elágazás                                | 15.2 km | 1369, 1384, 1410, 1411 3754, 3756, 3761, 3763, 3764, 3765, 3767, 3769, 3770, 3773, 4049, 4050, 4051, 4098 |
| 6  | Berente, PVC gyár bejárati út                                      | 18.3 km | 1369, 1384, 1410, 1411 3756, 3763, 3764, 3765, 3767, 3769, 3770, 3773, 4045, 4046, 4047, 4048, 4050, 4052, 4058, 4061, 4062, 4063, 4067, 4070, 4075, 4081, 4082 |
| 7  | Kazincbarcika, Szent Flórián tér autóbusz-váróterem                | 21.1 km | 1054, 1369, 1384, 1410, 1411 3756, 3763, 3764, 3765, 3767, 3769, 3770, 3772, 3773, 4040, 4041, 4043, 4044, 4045, 4046, 4047, 4048, 4050, 4052, 4058, 4059, 4061, 4062, 4063, 4065, 4066, 4067, 4069, 4070, 4075, 4079, 4080, 4081, 4082, 4083, 4084, 4194 |
| 8  | Kazincbarcika, temető                                              | 22.0 km | 3756, 3763, 3764, 3765, 3767, 3770, 3772, 3773, 4040, 4041, 4043, 4044, 4046, 4047, 4048, 4050, 4052, 4059, 4060, 4063, 4065, 4066, 4067, 4069, 4070, 4075, 4080, 4082, 4083, 4084 |
| 9  | Kazincbarcika, Mátyás király út                                    | 22.7 km | 3767, 4046, 4048, 4066, 4067 |
| 10 | Kazincbarcika, strandfürdő                                         | 23.1 km | 3767, 4046, 4048, 4066, 4067 |
| 11 | Kazincbarcika, Árpád fejedelem tér                                 | 23.6 km | 3767, 4046, 4048, 4066, 4067 |
| 12 | Kazincbarcika, autóbusz-állomás vonalközi végállomás               | 24.3 km | 3, 9 1054 3408, 3756, 3763, 3764, 3765, 3767, 3770, 3772, 3773, 4040, 4041, 4043, 4046, 4047, 4048, 4050, 4052, 4057, 4059, 4060, 4065, 4066, 4069, 4070, 4075, 4080, 4082, 4083, 4084, 4154 |
| 13 | Kazincbarcika, (Kertváros), II. számú iskola                       | 25.3 km | 4B 4046, 4047, 4048, 4066 |
| 14 | Kazincbarcika, (Kertváros), Herbolyai utca                         | 26.0 km | 4B 4046, 4047, 4048 |
| 15 | Kazincbarcika, Munkás utca 44. (↓) Kazincbarcika, Vájár út 46. (↑) | 26.4 km | 4B 4046, 4047, 4048 |
| ∫  | Kazincbarcika, Vájár utca autóbusz-forduló vonalközi végállomás    | ∫       | 4046, 4048 |
| 16 | Kazincbarcika, Gábor Áron utca                                     | 27.2 km | 4B 3765, 3767, 4052, 4060, 4069 |
| 17 | Kazincbarcika (Herbolya), kultúrház bejárati út                    | 27.6 km | 4B 3765, 3767, 4052, 4060, 4069 |
| 18 | Kazincbarcika (Herbolya), erdészház                                | 28.2 km | 4B 3765, 3767, 4052, 4060, 4069 |
| 19 | Kazincbarcika, Herbolya Tervtáró végállomás                        | 29.0 km | 4B 3765, 4052, 4069 |